# Hexatoma aitkeni
Hexatoma aitkeni là một loài ruồi trong họ Limoniidae. Chúng phân bố ở miền Tân bắc.